# Joseph Dusorc

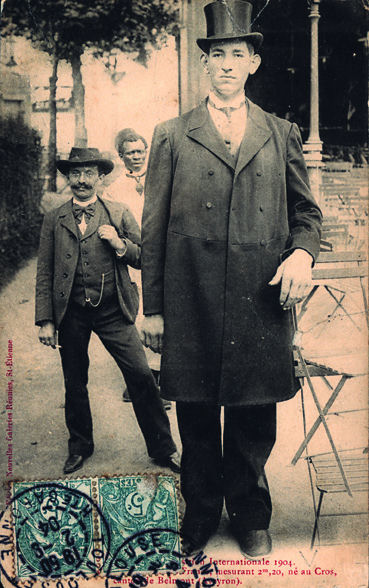
Joseph Dusorc, um 1904

Joseph Dusorc, eigentlich Henri Joseph Cot, (* 30. Januar 1883 oder 1884 in Mounes-Prohencoux; † nach 1907) war ein französischer Sideshow-Darsteller, der als Mann von ungewöhnlicher Körpergröße sein Geld verdiente.

## Leben
Henri Joseph Cot wurde als Kind einer französischen Bauernfamilie geboren. Sowohl seine Eltern als auch seine fünf Brüder wiesen eine normale Körpergröße auf, doch Henri Joseph Cot hatte schon im Alter von acht Jahren eine Größe von 1,50 Metern erreicht. Mit zwölf Jahren war er 1,70 Meter groß, mit 16 Jahren 1,95 Meter und im Alter von 20 Jahren war er 2,28 Meter groß und trug Schuhe der Größe 62. Laut einem Artikel in der Sun vom 24. Juli 1906 verzehrte er zum Frühstück ein Dutzend Eier und zum Lunch unter anderem acht Pfund Fleisch und sechs Pfund Brot.
In Begleitung eines Managers reiste Cot zunächst nach England, wo er sich angeblich mit der Hotelangestellten Emily Faraday verlobte, und unternahm dann eine Tournee durch die Vereinigten Staaten.
Um der Konkurrenz des russischen „Riesen“ Feodor Machnow (1878–1912) zu entgehen, der gleichzeitig mit Cot in den Südstaaten unterwegs war und mit seiner Kosakenuniform mehr Publikum anzog als Cot, verlegte dessen Manager die Reiseroute weiter nach Norden. Cot aber, der offenbar gesundheitlich anfällig war, vertrug die Kälte nicht und kehrte nach Frankreich zurück, um sich zu erholen.
Über sein weiteres Leben liegen Berichte in zwei verschiedenen Versionen vor.
Nach der einen erholte er sich von der Krankheit nicht mehr und starb schon 1907 im Alter von 23 Jahren. Der Sargmacher soll beim Vermessen seines Körpers festgestellt haben, dass Cot „nur“ 2,27 Meter maß.
Nach der zweiten Version erholte sich Cot in Frankreich und reiste im Januar 1908 erneut in die USA und später auch wieder nach England. 1909 soll er in Frankreich unterwegs gewesen sein und 1910 nicht nur seinen Namen, sondern auch sein Aussehen gewandelt haben. Aus Henri Joseph Cot soll Joseph Dusorc, der Tambourmajor, geworden sein, der sich fortan einen Bart stehen ließ und in Uniform auftrat. In dieser Aufmachung, die auch auf Fotografien und Ansichtskarten dokumentiert ist, reiste er durch Deutschland, die Niederlande, die Tschechoslowakei und Ungarn, ehe er am 11. September 1912 nach Frankreich zurückkehrte. Neun Tage später starb er laut dieser Version seiner Biographie im Alter von 29 Jahren an einer Embolie.
Sein Sarg wurde von Lyon über Montpellier in seine Heimat transportiert. Teilnehmer bei der Beerdigung sollen ausgesagt haben, dieser Sarg sei zu kurz gewesen, um den riesigen jungen Mann aufnehmen zu können, und bei einer Bewegung des etwa 500 Kilogramm schweren Sarges sei das Rumpeln von Steinen zu hören gewesen. Aus diesen Gerüchten entwickelte sich die Annahme, der Manager habe den Leichnam Joseph Dusorcs an einen Interessierten, vielleicht einen Medizinprofessor in Montpellier, verkauft und den Sarg mit Steinen gefüllt.